# ФК Слован Кодељево
НД Слован је словеначки фудбалски клуб из Кодељева, у Љубљани. Игра у 3. лиги. Био је некада прволигаш.

## Историја
Од оснивања 1913. године, клуб има исто име. Освајао је Куп Словеније и друге трофеје.